# Rossa Ernő
Rossa Ernő (Budapest, 1909. március 5. – Budapest, 1972. május 28.) magyar zeneszerző, zenepedagógus, szövegíró, több kórusmű szerzője.

## Életpályája
Középiskolai tanulmányait a budapesti Piarista Gimnáziumban végezte, ahol 1927-ben érettségizett. A gimnázium önképzőkörében már 1927. január 23-án előadást tartott a „a magyar népies zenéről”, ismertetve Bartók Béla és Kodály Zoltán, „az igazi magyar népies zene képviselőinek” munkásságát.
Kezdetben jogot végzett, majd beiratkozott a Liszt Ferenc Zeneművészeti Főiskolára, ahol zenetanári végzettséget szerzett ének és zongora szakon. 1933 és 1948 között Budapesten a Rottenbiller utcai polgári fiúiskola énektanára, később szakfelügyelő. Időközben az Erzsébet Tudományegyetemen doktori fokozatot szerzett.
Tevékenységét 1946-tól a Gyógypedagógiai Főiskolán folytatta és az Apáczai Csere János Pedagógiai Főiskolán is  tanított.
Sírja a Kispesti Újtemetőben található.

## Művei

### Prózai művei
- Grammofon az iskolában (1937/38) Polgári iskolák évkönyve
- Beszámoló a polgári iskolai értesítőkről[5]
- Éneklő nép (1949/50)
- Mandoliniskola – A mandolin játék elsajátításának módszere, elmélet és gyakorlati anyaga[6]

### Zeneszerzőként és szövegíróként
Már pályája kezdetétől kórusműveket írt, ezek között két mise is található. Szövegíróként Liszt Ferenc A munka himnusza című művénél mutatkozott be. (Liszt Ferenc szerzeménye: Magyar ünnepi dal ) Tevékenysége a népzene és a kórusmuzsika irányából a munkásmozgalmi dalok  felé vezetett, később visszatért a zenepedagógiai munkához. A munkásmozgalmi dalok korszakában néhány fordítása hanglemezen is megjelent Szerzeményeinek száma eléri a nyolcvanat.
Nevéhez fűződik az Auld Lang Syne legismertebb magyar változata, amelyet  gyakran énekelnek ballagásokon.
Discogs azonosítója: Rossa Ernő a Discogson

### A nemzetközi szerzői nyilvántartásban
| Szerzők                              | Cím                                | ISWC kód        |
| Rossa Ernő (szöveg, átdolgozás)      | Csajkovszkij altatódal             | T-007.187.875-5 |
| Lóránd István–Rossa Ernő             | Április                            | T-007.014.446-5 |
| Decsényi János–Rossa Ernő            | Balatoni dal                       | T-007.000.116-9 |
| Gárdonyi Zoltán–Rossa Ernő           | Balatoni kánon                     | T-007.211.548-0 |
| Patachich Iván–Rossa Ernő            | Bogártánc                          | T-007.015.148-2 |
| Rossa Ernő-Kótzián Katalin           | Budai vár                          | T-007.015.658-9 |
| Balázs Árpád–Rossa Ernő              | Budapest                           | T-007.031.947-9 |
| Lendvay Kamilló–Rossa Ernő           | Dal a Tanácsköztársaságól          | T-007.032.625-8 |
| Borgulya András–Rossa Ernő           | Ébredj, szép világ                 | T-007.032.737-5 |
| Rossa Ernő (zene és szöveg)          | Egy nap a táborban                 | T-007.015.659-0 |
| Rossa Ernő (zene és szöveg)          | Éjféli ének YouTube-videó. YouTube | T-007.008.635-9 |
| Rossa Ernő–Szabó Ferenc              | Esik a hó                          | T-007.015.661-4 |
| Juhász Frigyes–Rossa Ernő            | Ez a nap aranyat ér                | T-007.109.044-2 |
| Rossa Ernő (zene és szöveg)          | A felszabadulás dala               | T-007.008.633-7 |
| Bárdos Lajos–Rossa Ernő              | Fényes csillag                     | T-007.139.477-8 |
| Rossa Ernő–Csepeli Szabó Béla        | Fényre fel                         | T-007.015.660-3 |
| Rossa Ernő (ismeretlen szövegíró)    | Földművesek éneke                  | T-007.247.810-4 |
| Rossa Ernő                           | Gyönyörű nap                       | T-007.141.282-2 |
| Kadosa Pál–Rossa Ernő                | Győz a terv                        | T-007.140.299-7 |
| ismeretlen forrású zenére Rossa Ernő | Hajnal kél                         | T-007.187.877-7 |
| Borgulya András–Rossa Ernő           | Hálaének                           | T-007.139.377-5 |
| Karai József–Rossa Ernő              | Halászdal                          | T-007.013.463-2 |
| Viski János–Rossa Ernő               | Harsan a kürtszó                   | T-007.142.154-9 |
| Váry Ferenc–Rossa Ernő               | Helikondal                         | T-007.017.574-4 |

#### Egyéb források
Pucell: Sárga levél. YouTube
Hála zsoltár. YouTubeTavaszi dal. YouTube
András Béla-Rossa Ernő: Anyák napján. YouTube
Schubert-Rossa: Búcsúdal. YouTube
András Béla-Rossa Ernő: Lenin dal. YouTube